# Wereldkampioenschap driebanden voor landenteams

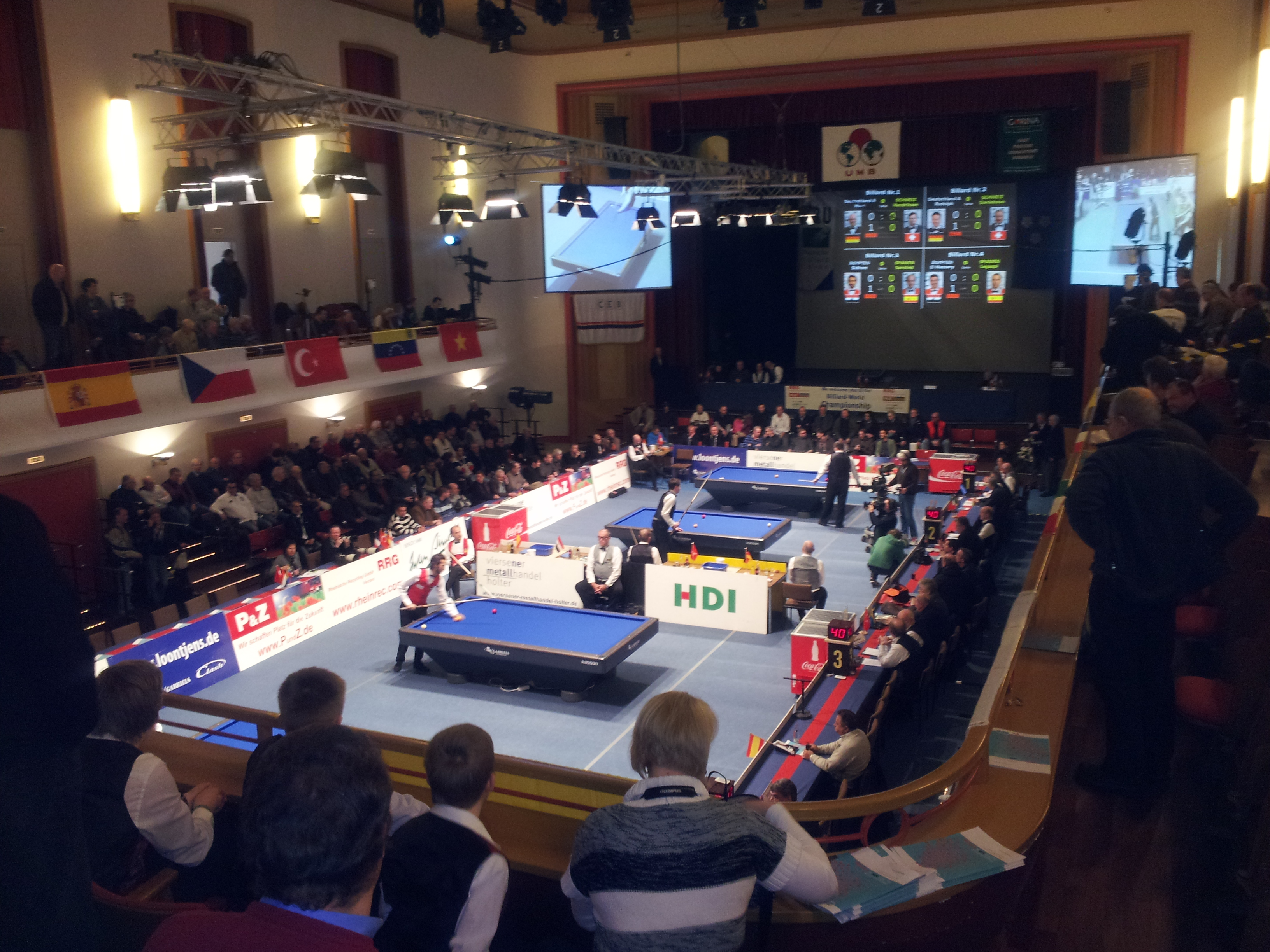
Overview 1 – Viersen 2013

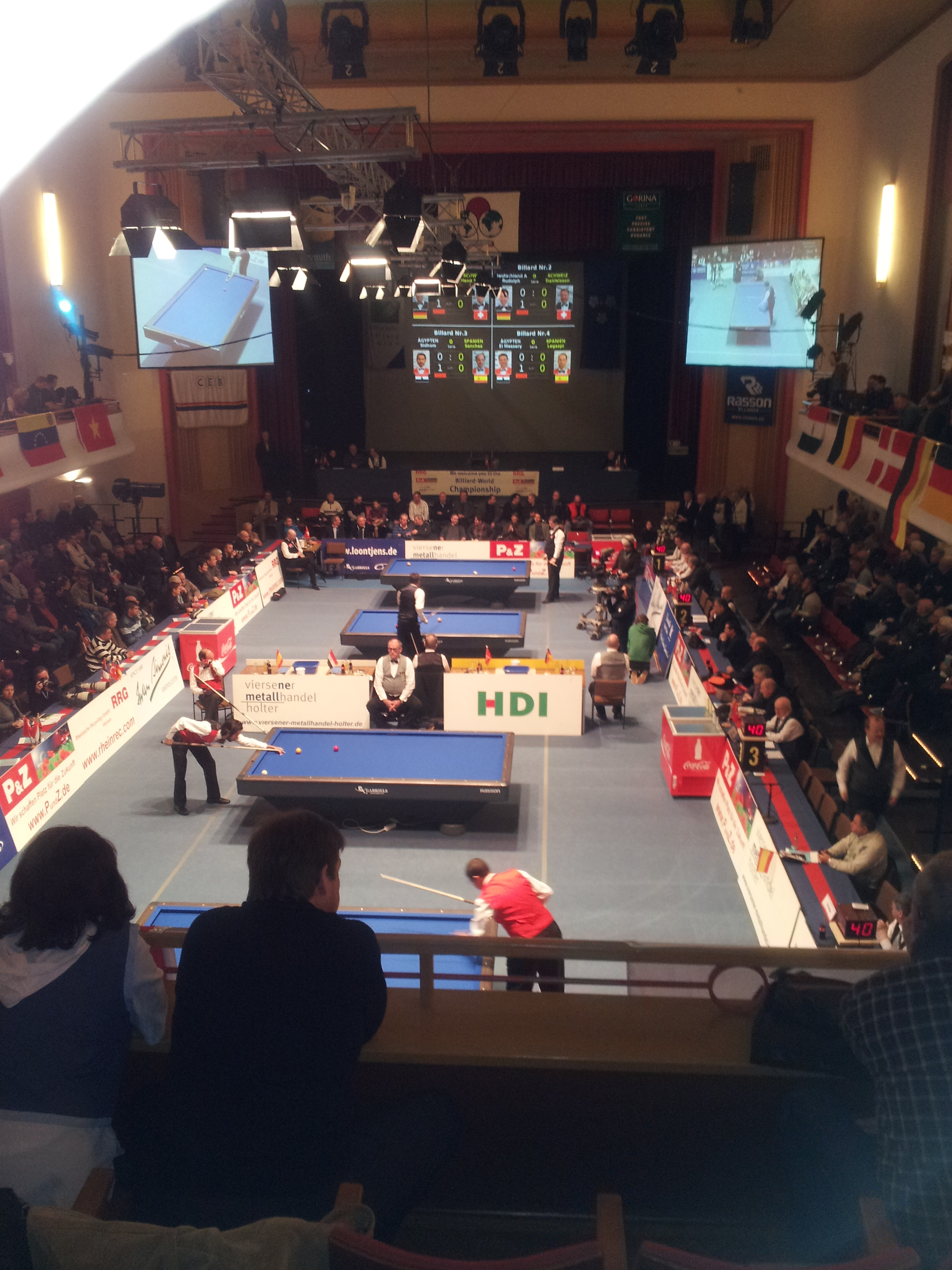
Overview 2 – Viersen 2013

Het wereldkampioenschap driebanden voor landenteams wordt door de Union Mondiale de Billard (UMB) georganiseerd en vond het eerst plaats in 1981 in Mexico-Stad. Nadat de wereldkampioenschappen in 1985 in Bordeaux en in 1987 in Madrid nog onregelmatig plaatsvonden, worden ze sinds februari 1990 jaarlijks in Viersen georganiseerd. De UMB en de CEB hebben tot 2014 de organisatie aan de DBU overgedragen.

## Toernooivorm
Gespeeld wordt in Viersen op vier wedstrijdbiljarts. Elk team bestaat uit twee spelers. Elk land mag minstens één team opstellen. De titelverdediger en vaak ook het organiserende land mogen een tweede team opstellen. Er wordt gespeeld in een setsysteem, in de voorronde (groepsfase) 'best of 3' (meestal in groepen van drie teams) en vanaf de kwartfinale 'best of 5'.

## Uitslagentabel
| Jaar | Plaats             | Goud                                               | Moy.  | Zilver                                                      | Moy.  | Brons                                                | Moy.  |
| ---- | ------------------ | -------------------------------------------------- | ----- | ----------------------------------------------------------- | ----- | ---------------------------------------------------- | ----- |
| 1981 | Mexico-Stad Mexico | Japan (Nobuaki Kobayashi / Junichi Komori)         | 1,237 | België (Raymond Ceulemans / Ludo Dielis)                    | 1,232 | Frankrijk (Edigio Vierat / Richard Bitalis)          | 0.953 |
| 1985 | Bordeaux Frankrijk | Japan (Nobuaki Kobayashi / Junichi Komori)         | 1,311 | Zweden (Torbjörn Blomdahl / Lennart Blomdahl)               | 1,058 | Verenigde Staten (Frank Torres / Gilbert)            | 1,103 |
| 1987 | Madrid Spanje      | Zweden (Torbjörn Blomdahl / Lennart Blomdahl)      | 1,017 | Verenigde Staten (Frank Torres / Gilbert)                   | 0,960 | Japan (Yoshio Yoshihara / Joji Kai)                  | 1,074 |
| 1990 | Viersen Duitsland  | Japan (Joji Kai / Yoshio Yoshihara)                | 1,114 | Zweden (Torbjörn Blomdahl / Lennart Blomdahl)               | 1,177 | Duitsland (Günther Siebert/ Christian Rudolph)       | 1,064 |
| 1991 | Viersen Duitsland  | Zweden (Torbjörn Blomdahl / Lennart Blomdahl)      | 1,246 | Denemarken (Tonny Carlsen / Hans Laursen)                   | 1,044 | Duitsland (Christian Rudolph / Hans-Jürgen Kühl)     | 1,118 |
| 1992 | Viersen Duitsland  | Japan (Nobuaki Kobayashi / Junichi Komori)         | 1,218 | Verenigde Staten (Sang Lee / Frank Torres)                  | 1,159 | Portugal Jorge Theriaga / Ribeiro                    | 1,096 |
| 1993 | Viersen Duitsland  | Duitsland (Christian Rudolph / Maxime Aguirre)     | 1,104 | Nederland (Dick Jaspers / Louis Havermans)                  | 1,120 | Zweden (Torbjörn Blomdahl / Lennart Blomdahl)        | 1,182 |
| 1994 | Viersen Duitsland  | Duitsland Christian Rudolph / Maxime Aguirre)      | 1,252 | Portugal (Jorge Theriaga / Ribeiro)                         | 1,073 | Duitsland (Johann Schirmbrand / Christian Zöllner)   | 1,004 |
| 1995 | Viersen Duitsland  | Denemarken (Dion Nelin / Jacob Haack-Sørensen)     | 1,145 | Zweden Lennart Blomdahl / Mats Noren)                       | 1,133 | Portugal (Jorge Theriaga / Manuel Fradinho)          | 1,073 |
| 1996 | Viersen Duitsland  | Denemarken (Dion Nelin / Hans Laursen)             | 1,181 | Japan (Joji Kai / Reiji Ichinose)                           | 1,067 | Spanje (Dani Sánchez / José Quetglas)                | 1,199 |
| 1997 | Viersen Duitsland  | Duitsland (Christian Rudolph / Johann Schirmbrand) | 1,156 | Oostenrijk (Gerhard Kostistansky / Andreas Efler)           | 1,210 | Japan (Reiji Ichinose / Tatsuo Arai)                 | 1,014 |
| 1998 | Viersen Duitsland  | Nederland (Dick Jaspers / Raimond Burgman)         | 1,540 | Spanje (Dani Sánchez / Javier Minguell)                     | 1,182 | Duitsland (Christian Rudolph / Martin Horn)          | 1,321 |
| 1999 | Viersen Duitsland  | Nederland (Dick Jaspers / Raimond Burgman)         | 1,478 | Zweden (Torbjörn Blomdahl / Michael Nilsson)                | 1,489 | Duitsland (Christian Rudolph / Martin Horn)          | 1,245 |
| 2000 | Viersen Duitsland  | Zweden (Torbjörn Blomdahl / Michael Nilsson)       | 1,553 | Nederland (Dick Jaspers / Raimond Burgman)                  | 1,430 | Denemarken (Dion Nelin / Jacob Haack-Sørensen)       | 1,214 |
| 2001 | Viersen Duitsland  | Zweden (Torbjörn Blomdahl / Michael Nilsson)       | 1,546 | Duitsland (Christian Rudolph / Martin Horn)                 | 1,444 | Denemarken (Dion Nelin / Tonny Carlsen)              | 1,255 |
| 2002 | Viersen Duitsland  | Duitsland (Christian Rudolph / Martin Horn)        | 1,381 | Nederland (Dick Jaspers / Anno de Kleine)                   | 1,503 | Turkije (Tayfun Tasdemir / Adnan Yüksel)             | 1,258 |
| 2003 | Viersen Duitsland  | Turkije (Semih Sayginer / Tayfun Tasdemir)         | 1,412 | Griekenland (Nikos Polychronopoulos / Filipos Kasidokostas) | 1,400 | Nederland (Dick Jaspers / Anno de Kleine)            | 1,707 |
| 2004 | Viersen Duitsland  | Turkije (Semih Sayginer / Tayfun Tasdemir)         | 1,514 | België (Frédéric Caudron / Peter de Backer)                 | 1,362 | Spanje (Dani Sánchez / Ruben Legazpi)                | 1,302 |
| 2004 | Viersen Duitsland  | Turkije (Semih Sayginer / Tayfun Tasdemir)         | 1,514 | België (Frédéric Caudron / Peter de Backer)                 | 1,362 | Frankrijk (Jérémy Bury / Jean-Christophe Roux)       | 1,164 |
| 2005 | Viersen Duitsland  | Zweden (Torbjörn Blomdahl / Michael Nilsson)       | 1,414 | Nederland (Dick Jaspers / Jean Paul de Bruijn)              | 1,377 | België (Eddy Merckx / Eddy Leppens)                  | 1,471 |
| 2005 | Viersen Duitsland  | Zweden (Torbjörn Blomdahl / Michael Nilsson)       | 1,414 | Nederland (Dick Jaspers / Jean Paul de Bruijn)              | 1,377 | Duitsland (Christian Rudolph / Martin Horn)          | 1,050 |
| 2006 | Viersen Duitsland  | Zweden (Torbjörn Blomdahl / Michael Nilsson)       | 1,421 | Duitsland (Christian Rudolph / Martin Horn)                 | 1,412 | Nederland (Dick Jaspers / Raimond Burgman)           | 1,647 |
| 2006 | Viersen Duitsland  | Zweden (Torbjörn Blomdahl / Michael Nilsson)       | 1,421 | Duitsland (Christian Rudolph / Martin Horn)                 | 1,412 | Turkije (Semih Sayginer / Adnan Yüksel)              | 1,531 |
| 2007 | Viersen Duitsland  | Zweden (Torbjörn Blomdahl / Michael Nilsson)       | 1,537 | Denemarken (Tonny Carlsen / Brian Knudsen)                  | 1,217 | Nederland (Dick Jaspers / Raimond Burgman)           | 1,526 |
| 2007 | Viersen Duitsland  | Zweden (Torbjörn Blomdahl / Michael Nilsson)       | 1,537 | Denemarken (Tonny Carlsen / Brian Knudsen)                  | 1,217 | Duitsland (Christian Rudolph / Martin Horn)          | 1,164 |
| 2008 | Viersen Duitsland  | Zweden (Torbjörn Blomdahl / Michael Nilsson)       | 1,664 | Nederland (Dick Jaspers / Raimond Burgman)                  | 1,593 | Zuid-Korea (Kyung-Roul Kim / Sung-Won Choi)          | 1,584 |
| 2008 | Viersen Duitsland  | Zweden (Torbjörn Blomdahl / Michael Nilsson)       | 1,664 | Nederland (Dick Jaspers / Raimond Burgman)                  | 1,593 | Spanje (Dani Sánchez / Ricardo Garcia)               | 1,549 |
| 2009 | Viersen Duitsland  | Zweden (Torbjörn Blomdahl / Michael Nilsson)       | 1,769 | België (Eddy Merckx / Roland Forthomme)                     | 1,588 | Duitsland (Martin Horn / Christian Rudolph)          | 1,607 |
| 2009 | Viersen Duitsland  | Zweden (Torbjörn Blomdahl / Michael Nilsson)       | 1,769 | België (Eddy Merckx / Roland Forthomme)                     | 1,588 | Zuid-Korea (Kang Dong-gung / Kim Kyung-roul)         | 1,516 |
| 2010 | Viersen Duitsland  | Turkije (Adnan Yüksel / Murat Naci Coklu)          | 1,689 | Spanje (Dani Sánchez / Ruben Legazpi)                       | 1,456 | Nederland (Dick Jaspers / Raimond Burgman)           | 1,831 |
| 2010 | Viersen Duitsland  | Turkije (Adnan Yüksel / Murat Naci Coklu)          | 1,689 | Spanje (Dani Sánchez / Ruben Legazpi)                       | 1,456 | Zuid-Korea (Choi Sung-won / Kim Kyung-roul)          | 1,516 |
| 2011 | Viersen Duitsland  | Turkije (Lütfi Çenet / Tayfun Tasdemir)            | 1,510 | België (Eddy Merckx / Eddy Leppens)                         | 1,652 | Nederland (Dick Jaspers / Raimond Burgman)           | 1,570 |
| 2011 | Viersen Duitsland  | Turkije (Lütfi Çenet / Tayfun Tasdemir)            | 1,510 | België (Eddy Merckx / Eddy Leppens)                         | 1,652 | Duitsland (Martin Horn / Stefan Galla)               | 1,267 |
| 2012 | Viersen Duitsland  | België (Eddy Merckx / Frédéric Caudron)            | 1,876 | Duitsland (Martin Horn / Stefan Galla)                      | 1,504 | Spanje (Dani Sánchez / Javier Palazon)               | 1,640 |
| 2012 | Viersen Duitsland  | België (Eddy Merckx / Frédéric Caudron)            | 1,876 | Duitsland (Martin Horn / Stefan Galla)                      | 1,504 | Denemarken (Tonny Carlsen / Thomas Andersen)         | 1,295 |
| 2013 | Viersen Duitsland  | België (Eddy Merckx / Frédéric Caudron)            | 1,640 | Duitsland (Christian Rudolph / Martin Horn)                 | 1,371 | Zuid-Korea (Kim Kyung-roul / Heo Jung-han)           | 1,397 |
| 2013 | Viersen Duitsland  | België (Eddy Merckx / Frédéric Caudron)            | 1,640 | Duitsland (Christian Rudolph / Martin Horn)                 | 1,371 | Turkije (Lütfi Çenet / Tayfun Taşdemir)              | 1,580 |
| 2014 | Viersen Duitsland  | België (Eddy Merckx / Frédéric Caudron)            | 2,195 | Nederland (Dick Jaspers / Barry van Beers)                  | 1,486 | Duitsland (Martin Horn / Steffan Galla)              | 1,412 |
| 2014 | Viersen Duitsland  | België (Eddy Merckx / Frédéric Caudron)            | 2,195 | Nederland (Dick Jaspers / Barry van Beers)                  | 1,486 | Turkije (Tayfun Taşdemir / Tolgahan Kiraz)           | 1,314 |
| 2015 | Viersen Duitsland  | België (Eddy Merckx / Frédéric Caudron)            | 1,968 | Zuid-Korea (Heo Jung-han / Cho Jae-ho)                      | 1,867 | Turkije (Tayfun Taşdemir / Adnan Yüksel)             | 1,427 |
| 2015 | Viersen Duitsland  | België (Eddy Merckx / Frédéric Caudron)            | 1,968 | Zuid-Korea (Heo Jung-han / Cho Jae-ho)                      | 1,867 | Nederland (Dick Jaspers / Barry van Beers)           | 1,693 |
| 2016 | Viersen Duitsland  | Nederland (Dick Jaspers / Jean van Erp)            | 1,675 | Turkije (Semih Saygıner / Lütfi Çenet)                      | 1,491 | België (Eddy Merckx / Frédéric Caudron)              | 1,700 |
| 2016 | Viersen Duitsland  | Nederland (Dick Jaspers / Jean van Erp)            | 1,675 | Turkije (Semih Saygıner / Lütfi Çenet)                      | 1,491 | Oostenrijk (Arnim Kahofer / Andreas Efler)           | 1,287 |
| 2017 | Viersen Duitsland  | Zuid-Korea (Choi Sung-won / Kim Jae-guen)          | 1,515 | België (Frédéric Caudron / Roland Forthomme)                | 1,701 | Nederland (Dick Jaspers / Jean van Erp)              | 1,923 |
| 2017 | Viersen Duitsland  | Zuid-Korea (Choi Sung-won / Kim Jae-guen)          | 1,515 | België (Frédéric Caudron / Roland Forthomme)                | 1,701 | Frankrijk (Jérôme Barbeillon / Cédric Melnytschenko) | 1,260 |

## Medailleklassement
| Plaats | Land             | Goud | Zilver | Brons | totaal |
| ------ | ---------------- | ---- | ------ | ----- | ------ |
| 1.     | Zweden           | 9    | 4      | 1     | 14     |
| 2.     | Duitsland        | 4    | 4      | 10    | 18     |
| 3.     | België           | 4    | 4      | 2     | 10     |
| 4.     | Turkije          | 4    | 1      | 5     | 10     |
| 5.     | Japan            | 4    | 1      | 2     | 7      |
| 6.     | Nederland        | 3    | 6      | 6     | 15     |
| 7.     | Denemarken       | 2    | 2      | 3     | 7      |
| 8.     | Spanje           | 0    | 2      | 4     | 6      |
| 9.     | Verenigde Staten | 0    | 2      | 1     | 3      |
| 10.    | Zuid-Korea       | 0    | 1      | 4     | 5      |
| 11.    | Portugal         | 0    | 1      | 2     | 3      |
| 12.    | Oostenrijk       | 0    | 1      | 1     | 2      |
| 13.    | Griekenland      | 0    | 1      | 0     | 1      |
| 14.    | Frankrijk        | 0    | 0      | 2     | 2      |